# هندستان

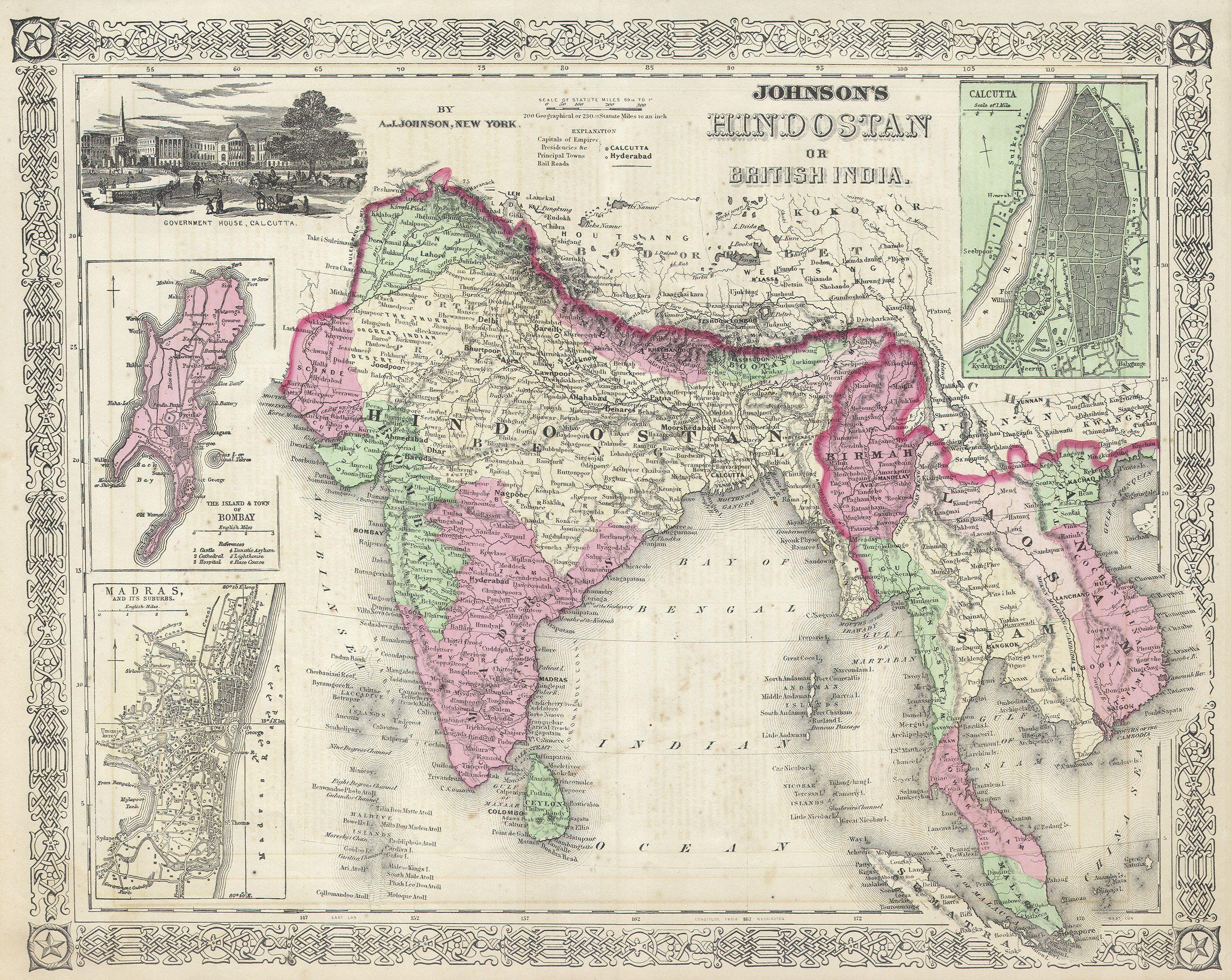
خارطة ألفين ج. جونسون لهندوستان أو الهند البريطانية عام ١٨٦٤

هِندُستان أو بِلَادِ الهِندِ والسِندِ (بالهندية: हिन्दुस्तान) (بالأردية: ہندوستان)؛ هو اسم عام يطلق على البلاد الواقعة في شبه القارة الهندية بدولها وشعوبها قديمًا وحديثًا.

خريطة جيمس رينيل عام 1788 A MAP OF HINDOOSTAN or the MOGUL EMPIRE

تستمد هِندُستان من الكلمة الفارسية القديمة «هندُ» المشتقة من السنسكريتية «سندُ». حدث التغيير الصوتي من «س» إلى «ه» في اللغة الإيرانية البدائية بين 600 و 850 سنة قبل الميلاد. في عام 515 قبل الميلاد، ضم دارا الأول وادي السند بما في ذلك «سِندهُ»، وهو اليوم السِندُ، والذي كان يدعى «هِندُ». خلال فترة خشيارشا، تم تطبيق مصطلح «هِندُ» أيضًا على الأراضي إلى الشرق من وادي السند. ثم في القرن الأول قبل الميلاد اضيفت لاحقة «ستان» بمعنى بلاد. نتيجة لذلك كانت بلادِ السِندِ نفسها هي الهِند في الكتابات والخرائط الفارسية القديمة، ومنها دخلت إلى اليونانية والعربية والصينية واللغات الأخرى ومنها الإنجليزية في يومنا هذا.

## أعلام
- محمد جونبوري